# António Augusto da Ascensão Mendonça
António Augusto da Ascensão Mendonça (* 18. Mai 1954 in Estoril, Portugal) ist ein portugiesischer Professor und Politiker.

## Werdegang
Mendonça schloss 1976 sein Studium der Wirtschaftswissenschaften am Instituto Superior de Economia e Gestão (ISEG) ab. Seinen Doktor erhielt er dort 1987. Seit 2009 ist Mendonça Professor am ISEG und wurde auch Präsident des Centro de Estudos de Economia Europeia e Internacional (CEDIN).
Im Kabinett Sócrates II war Mendonça als Vertreter der Partido Socialista von Oktober 2009 bis Juni 2011 Minister für öffentliche Bauten, Verkehr und Kommunikation.